# تیسکی ودوو
تیسکی ودوو (به لاتین: Tyszki-Wądołowo) یک منطقهٔ مسکونی در لهستان است که در Gmina Kolno, Podlaskie Voivodeship واقع شده‌است.

## خصوصیات
تیسکی ودوو ۸۴ نفر جمعیت دارد.